# Oasi delle Steppe Sarde
L'area definita come Campo di Ozieri e pianure comprese tra Tula e Oschiri è un sito di interesse comunitario (cod. SIC: ITB011113) e una zona di protezione speciale (cod. ZPS: ITB013048) del comune di Mores, in provincia di Sassari.
All'interno del sito di interesse comunitario è localizzata l'oasi delle Steppe sarde, un'oasi di 8 ettari in gestione al WWF Italia, caratterizzata da praterie e dalla presenza del nuraghe Burghidu.
Attraversato dal fiume Coghinas, il sito è caratterizzato da altopiani miocenici, colline vulcaniche e dalla depressione costiera della costa orientale.
Il sito, protetto inserito nella rete Natura 2000, subisce oggi la pressione antropica e la coltura intensiva minaccia la biodiversità dell'area.

## Flora
Il sito delle Steppe sarde è caratterizzato da steppe e praterie. 
Nel SIC, le anse del fiume e gli altri corsi d'acqua favoriscono la vegetazione riparia (Nerio-Tamaricetea). Le sugherete lasciano ampi spazi alle zone coltivate e alle vaste aree a pascolo, naturale e seminaturale,
(Thero-Brachypodietea e Heliamenthemetea guttati).
Numerosi gli endemismi.

## Fauna

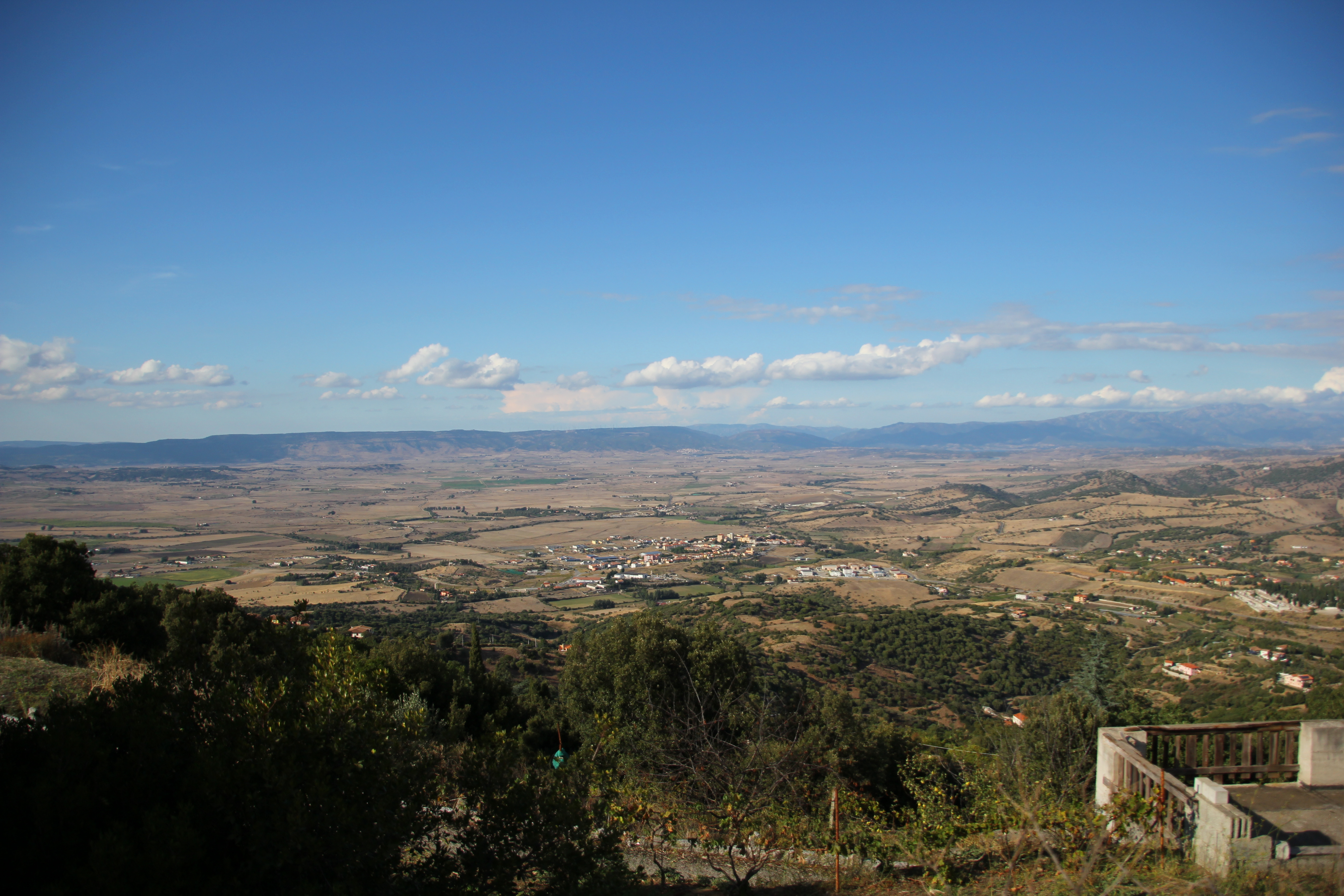
La piana vista da Monserrato, Ozieri

L'area del SIC è luogo di riproduzione della gallina prataiola. 
Nell'oasi WWF si trovano numerose specie endemiche, come la lepre sarda, la donnola sarda, la raganella sarda e il discoglosso sardo.